# 끄라 지협

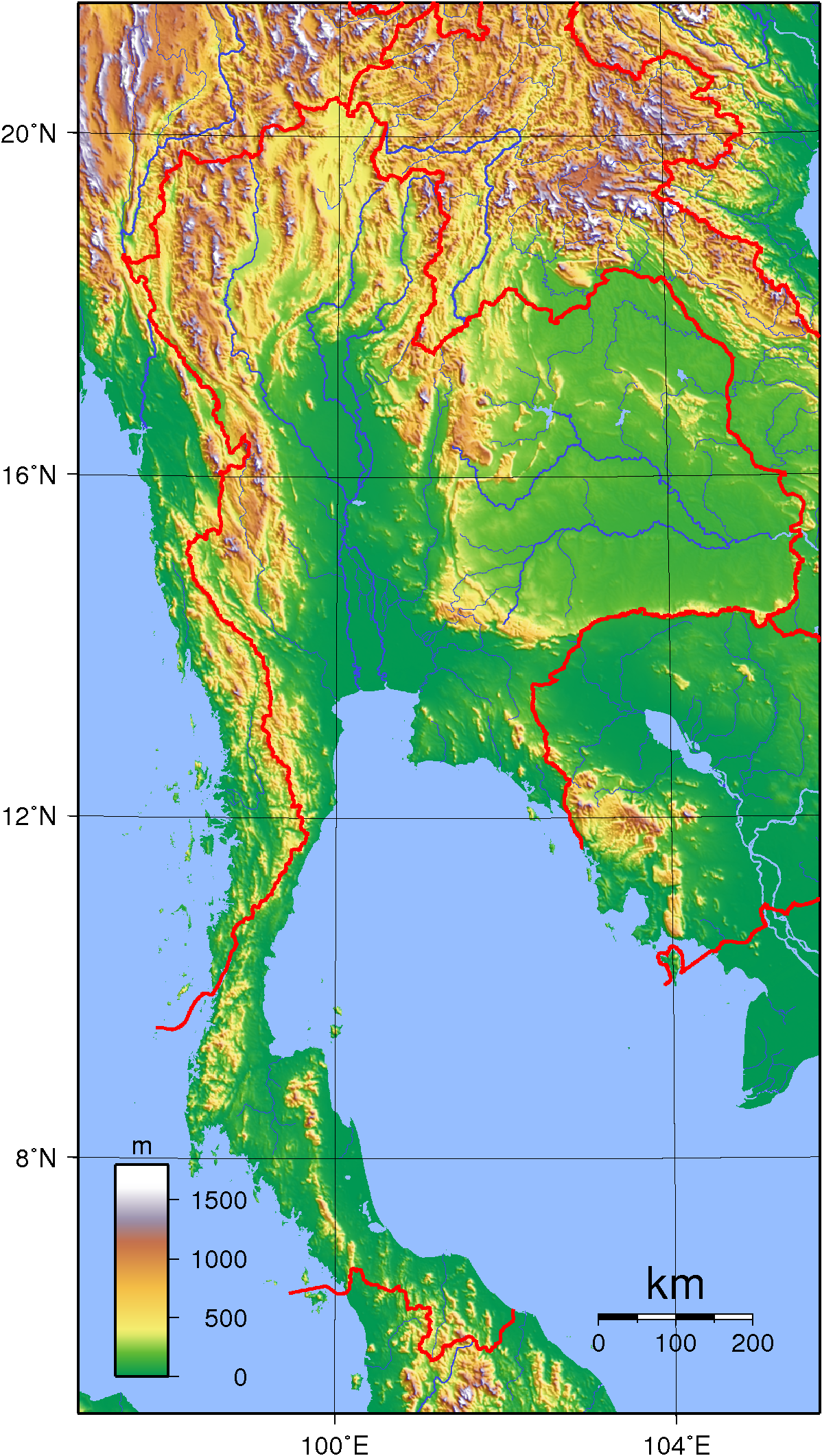
끄라 지협

끄라 지협(태국어: คอคอดกระ)은 말레이 반도와 아시아 사이의 좁은 지협이다. 동쪽은 태국, 서쪽은 미얀마에 속한다. 지협의 동쪽으로 타이만, 서쪽으로 안다만해와 접하고 있다. 지협의 가장 좁은 곳의 폭은 44 km, 해발 고도는 75 m이다.

## 같이 보기
- 끄라 운하